# 貝特希·阿德斯馬謀殺案
貝特希·阿德斯馬（1947年7月11日－1969年11月28日）是美國宾夕法尼亚州立大学的學生，她於1969年11月28日在大學圖書館「派蒂圖書館」（Pattee Library）遇害。至今，此案仍未能偵破。

## 背景
死者貝特希出生於密芝根州荷兰，是家中的次女。她於賀蘭高中畢業後來到密芝根大學攻讀藝術和英文。之後，在完成學業後她又到賓夕凡尼亞州立大學當研究生。在她遇害的那年，她與一名叫大衛·賴特的醫科生「非正式地訂婚」。

## 遇害
事發當日為1969年11月28日，貝特希為完成論文而前往派蒂圖書館找資料。在下午4時45分至55分期間，她在到二樓第50排和第51排書架之間遇刺，其左側胸膛被刀刃刺破，直接插穿肺動脈和右心室。鑑於貝特希手部沒有任何因防衛造成的傷痕，警方相信她是被人從後方襲擊。在被刺後，貝特希隨即臥在地上。一至兩分鐘後，有男子向櫃面職員表示「最好派人去幫幫那女子」後就離開圖書館。然後，在圖書館的人替貝特希進行人工呼吸 。然而，由於她當時身穿紅色衣服加上只有少量流血，這使得人們看不到她被行刺，而是認為她癲癇發作。直至5時19分，她被送到大學的醫療中心。此時，她才被醫療人員發現其胸膛被刺中，並宣佈她已經離世。
至2015年11月6日，此案尚未偵破，賓夕凡尼亞州警察局依然積極地收集相關資料。

## 資料來源
1. ↑  Anthony, Ted. . The Pittsburgh Press. June 23, 1957: A14  [April 29, 2014]. （原始内容存档于2021-04-28）.
2. ↑  Patriot-News, The. . pennlive.com. 2008-12-07  [2019-07-06]. （原始内容存档于2019-06-26） （美国英语）.
3. 1 2  . The Pittsburgh Press. November 29, 1969: 2  [April 29, 2014]. （原始内容存档于2021-03-09）.
4. ↑  . College Magazine. 2014-10-31  [2019-07-06]. （原始内容存档于2019-06-10） （美国英语）.
5. ↑  . Daily Collegian. 1969-12-02  [2012-12-11]. （原始内容存档于2014-04-29）.
6. ↑  . Chicago Tribune. 2008-08-02  [2008-08-07]. （原始内容存档于2019-06-11）.